# Tésenfa
Tésenfa (régi magyar nevén: Tésönfa vagy Tésömfa) község Baranya vármegyében, a Siklósi járásban.

## Fekvése
A horvát határ és a Dráva mellett (a folyótól mintegy 2,5 kilométerre), a Fekete-víz közvetlen közelében helyezkedik el.
A szomszédos települések: északkelet felől Drávacsepely, kelet felől Drávacsehi, nyugat felől Szaporca, északnyugat felől pedig Kémes; dél felől a legközelebbi település a horvátországi Alsómiholjác.
A településre parasztházainak egyszerűsége a legjellemzőbb.

### Megközelítése
Zsáktelepülés, csak a Harkány-Sellye-Darány közt húzódó 5804-es útról Kémes központjában letérve érhető el, Szaporcán keresztül, az 58 126-os számú mellékúton.

## Története
Már az őskorban is lakott település volt. A római hódoltság időszakából egy Constantinus rézérme került elő.
Egy 1346. évi okmányban Tesenfolwa, később Thesenfalua, Thesen falwa alakban írva említik. A színmagyar települést – szerencsés kivételként – sikerült megőrizni a török uralom időszakában is. Egy 1696-ból származó feljegyzés szerint Tésenfa Zrínyi Miklós gróf birtoka volt, majd a földesúr gróf Batthyány Antal kezébe került.
A világháborúk pusztításai, de a gyakori gazdacsere sem kívánt súlyos áldozatot a falutól, a második világháború utáni szövetkezesítés miatt sokan elvándoroltak a településről. A kilencvenes évektől kezdve fokozatosan növekedett a bevándorlók száma, napjainkban csekély a fiatalkorúak aránya a népességen belül. Az átlagéletkor fokozatosan a népes időskorúak felé tolódott el.

## Közélete

### Polgármesterei
- 1990–1994: Benedek Pál (független)[4]
- 1994–1998: Ifj. Knapp Ferenc (független)[5]
- 1998–2002: Ifj. Knapp Ferenc (független)[6]
- 2002–2005: Ifj. Knapp Ferenc (független)[7]
- 2006–2006: Ignáczné Harmath Hajnalka (független)[8][9]
- 2006–2010: Ignáczné Harmath Hajnalka (független)[10]
- 2010–2014: Ignáczné Harmath Hajnalka (független)[11]
- 2014–2019: Hideg József (független)[12]
- 2019–2024: Bokor Géza (független)[13]
- 2024– : Bokor Géza (független)[1]

A településen 2006. január 29-én időközi polgármester-választást kellett tartani, mert az előző faluvezető – bűncselekmény miatt – elvesztette a választójogát. Ifj. Knapp Ferencet ugyanis a bíróság 2005 szeptemberben jogerősen letöltendő szabadságvesztéssel sújtotta és eltiltotta a közügyektől, erdők eladása kapcsán társtettesként, jelentős értékre elkövetett csalás miatt. A polgármesteri posztért aránylag nagy számú, összesen 7 jelölt indult.

## Népesség
A település népességének változása:
| Lakosok száma | 192  | 190  | 185  | 197  | 193  | 161  | 156  | 151  |
|               | 2013 | 2014 | 2015 | 2019 | 2021 | 2022 | 2023 | 2024 |

A 2011-es népszámlálás során a lakosok 100%-a magyarnak, 4,7% cigánynak, 0,5% horvátnak, 0,5% németnek, 0,5% románnak mondta magát (a kettős identitások miatt a végösszeg nagyobb lehet 100%-nál). A vallási megoszlás a következő volt: római katolikus 68,9%, református 23,8%, felekezeten kívüli 5,2% (2,1% nem nyilatkozott).
2022-ben a lakosság 96,3%-a vallotta magát magyarnak, 16,1% cigánynak, 1,2% horvátnak, 0,6% németnek, 0,6% egyéb, nem hazai nemzetiségűnek (3,7% nem nyilatkozott; a kettős identitások miatt a végösszeg nagyobb lehet 100%-nál). Vallásuk szerint 56,5% volt római katolikus, 14,9% református, 0,6% görög katolikus, 1,2% egyéb keresztény, 2,5% egyéb katolikus, 11,2% felekezeten kívüli (11,8% nem válaszolt).

## Nevezetességei
- A 19. század utolsó harmadában épült református templom.
- A templom előtt világháborús emlékmű.